# Braunkopfspint
Der Braunkopfspint (Merops leschenaulti) ist ein Vogel aus der Familie der Bienenfresser (Meropidae).
Er kommt in Südostasien auf den Andamanen und Kokosinseln, in Bali, China, Indien, Indochina, Java, Malaysia, Nepal, Sri Lanka und Sumatra vor.
Das Verbreitungsgebiet umfasst Lichtungen und offene Räume in Waldgebieten und baumbestandenen Lebensräumen meist in Flussnähe bis 1000 m Höhe.
Der lateinische Name bezieht sich auf Jean-Baptiste Leschenault de La Tour.

## Beschreibung
Der Braunkopfspint ist 20–23 cm groß und ähnelt dem Blauschwanzspint, aber die zentralen Schwanzspieße überragen den Schwanz nur leicht. Die Geschlechter unterscheiden sich nicht. Der Kopf, Nacken und oberer Rücken sind leuchtend kastanienfarben, Kehle und Kinn gelb mit unscharf abgegrenztem schwarzen Halsband, leicht gespaltener Schwanz. Die Jungvögel sind blasser gefärbt.

## Stimme
Der Ruf des Männchens wird als dem des Europäischen Bienenfressers sehr ähnlich, aber etwas kürzer beschrieben.

## Geografische Variation
Es werden folgende Unterarten anerkannt:
- M. l. leschenaulti Vieillot, 1817[6], Nominatform – Südindien und Sri Lanka; Nordindien und Nepal östlich bis Südchina (Yunnan), Indochina und Malaiische Halbinsel
- M. l. andamanensis Marien, 1950[7] – Andamanen und Kokosinseln
- M. l. quinticolor Vieillot, 1817[8] – Süden Sumatras, Java und Bali

## Lebensweise
Die Nahrung besteht aus Honigbienen, Wespen, Termiten, Libellen und anderen fliegenden Insekten, die im Fluge erbeutet werden.
Die Brutzeit liegt zwischen Februar und Juni und zwischen Mai und Oktober auf Java. Der Braunkopfspint ist ein Koloniebrüter. Wie bei den anderen Bienenfresser wird das Nest in einen Erdtunnel gegraben. Das Gelege besteht aus 5 oder 6 glänzenden, rein weißen, oval bis rundlichen Eiern.
Der Vogel ist tagsüber in kleinen Gruppen auf Ansitzen, nachts in großer Zahl auf Laubbäumen zu finden.

## Gefährdungssituation
Der Bestand gilt als nicht gefährdet (Least Concern).